# گیلاه
گیلاه (به ترکی آذربایجانی: Gilah) یک منطقه مسکونی در جمهوری آذربایجان است که در شهرستان قوسار و در دهستان خولوق واقع شده‌است. گیلاه ۹۸ نفر جمعیت دارد.